# Humber Sceptre Mark III
Der Humber Sceptre Mark III (alternativ: New Sceptre) ist ein Mittelklasse-Pkw des ehemaligen britischen Automobilherstellers Rootes bzw. Chrysler Europe, der von 1967 bis 1976 auf dem Heimatmarkt unter der Marke Humber verkauft wurde. Auf einzelnen Märkten vertrieb Rootes ihn auch als Sunbeam Sceptre. Der Wagen gehört zur Modellfamilie Rootes Arrow. Er hat eine Reihe von Schwestermodellen bei anderen Marken des Rootes-Konzerns, darunter der Hillman Hunter.

## Modellgeschichte

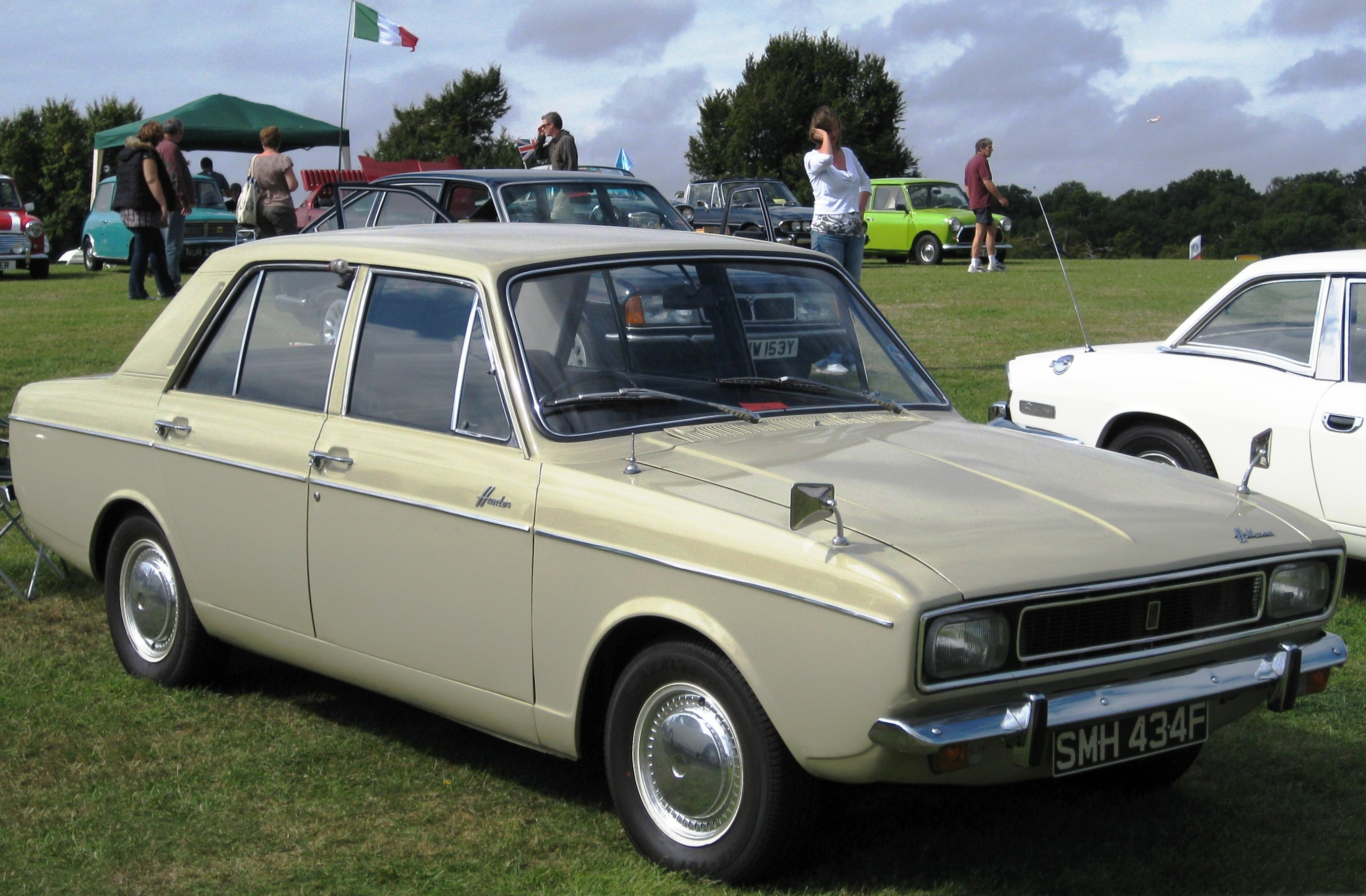
Basismodell der Rootes-Arrow-Familie: Hillman Hunter (ab 1966)

Der seit 1931 zu Rootes gehörende Hersteller Humber war traditionell die Spitzenmarke des Konzerns, die große und teure Autos mit Oberklasseanspruch im Programm hatte. Üblicherweise hatten die Humber-Fahrzeuge keine Parallelmodelle bei den Schwestermarken Hillman, Singer und Sunbeam. 1963 führte Humber mit der ersten Baureihe des Sceptre (Mark I) erstmals ein Mittelklassemodell ein, das von dem deutlich preiswerteren Modell der Konzernmarke Hillman (Super Minx) abgeleitet war und die großen Humber-Limousinen Hawk, Super Snipe und Imperial ergänzte. Der Sceptre wurde – nach einigen Änderungen zuletzt als Mark II – bis 1967 gebaut. Von beiden Serien entstanden zusammengenommen in viereinhalb Jahren knapp 30.000 Autos, sodass der kleine Sceptre wesentlich erfolgreicher war als die klassischen Humber-Modelle, die regelmäßig nur niedrige vierstellige Stückzahlen erreichten und dem Konzern regelmäßig Verluste brachten.
1967 kam es zu einem Umbruch bei Humber. In diesem Jahr hatte der US-amerikanische Autohersteller Chrysler den Rootes-Konzern vollständig übernommen und begann schnell mit Rationalisierungen. Nach kurzer Zeit stellte Chrysler die Produktion der großen Humber-Limousinen ohne Nachfolger ein; den Oberklassemarkt in Großbritannien wollte Chrysler stattdessen künftig mit amerikanischen Modellen aus australischer Fertigung bedienen. Die Rolle der Marke Humber sollte in Fortschreibung des Konzepts des Sceptre Mark I und II in Zukunft darauf beschränkt werden, gut ausgestattete Varianten der konzerneigenen Großserienmodelle anzubieten.
Auf dieser Grundlage wurde die Marke Humber in die Vermarkung der 1966 neu erschienenen Mittelklasse-Baureihe Rootes Arrow einbezogen. Chrysler entwickelte eine ganze Reihe von Varianten des Arrow, die die 1961 bzw. 1963 eingeführten Modelle Hillman Super Minx, Humber Sceptre Mark II und Singer Vogue ersetzen sollten. Weil für fast jede Marke mindestens zwei Modelle – jeweils ein preiswerteres und ein höherwertiges – vorgesehen waren, war die gesamte Palette sehr weit aufgefächert. Sie bestand ab Sommer 1967 letztlich aus dem Hillman Hunter und der darunter angesiedelten preiswerten Basisversion Hillman Minx, dem Singer Vogue und dem günstigeren Einsteigermodell Singer Gazelle sowie den sportlichen Coupés Sunbeam Alpine und Rapier. Ab Herbst 1967 ergänzte schließlich eine luxuriöse Humber-Version die Modellfamilie, die erneut unter der Bezeichnung Sceptre vermarktet wurde und das Spitzenmodell bildete. Er war zu dieser Zeit das einzige verbliebene Modell der Marke Humber. In den ersten Jahren verkaufte der Konzern damit in auf dem heimischen Markt sieben formal eigenständige Modelle eines einheitlichen Grundtyps gleichzeitig. Dieses Nebeneinander weitgehend identischer Fahrzeuge war ein besonders ausgeprägtes Beispiel für das in Großbritannien seinerzeit weit verbreitete und vielfach kritisierte Badge Engineering, bei dem „immer ein paar Modelle zu viel im Programm“ waren.
Ab 1970 wurde das Programm stark vereinfacht. Chrysler stellte die Marke Singer komplett ein, sodass die Arrow-Versionen Vogue und Gazelle entfielen; außerdem wurde auch der Hillman Minx wurde nicht weiter gebaut. Die Modellpalette bestand daher ab 1971 nur noch aus dem Hillman Hunter, der hochwertigen Version Humber Sceptre sowie den Coupés der Marke Sunbeam. Als Chrysler 1976 die Produktion der neuen Schräghecklimousine Alpine aufnahm, wurde die Fertigung des Hunter nach Irland verlegt, während der Humber Sceptre und die Sunbeam-Modelle ausliefen. Zugleich wurde die Marke Humber endgültig aufgegeben. Der Hunter hielt sich noch drei weitere Jahre, zuletzt unter der Marke Chrysler. Seine Produktion endete erst 1979 mit der Übernahme Chrysler Europes durch die französische Groupe PSA.

## Beschreibung

### Karosserie

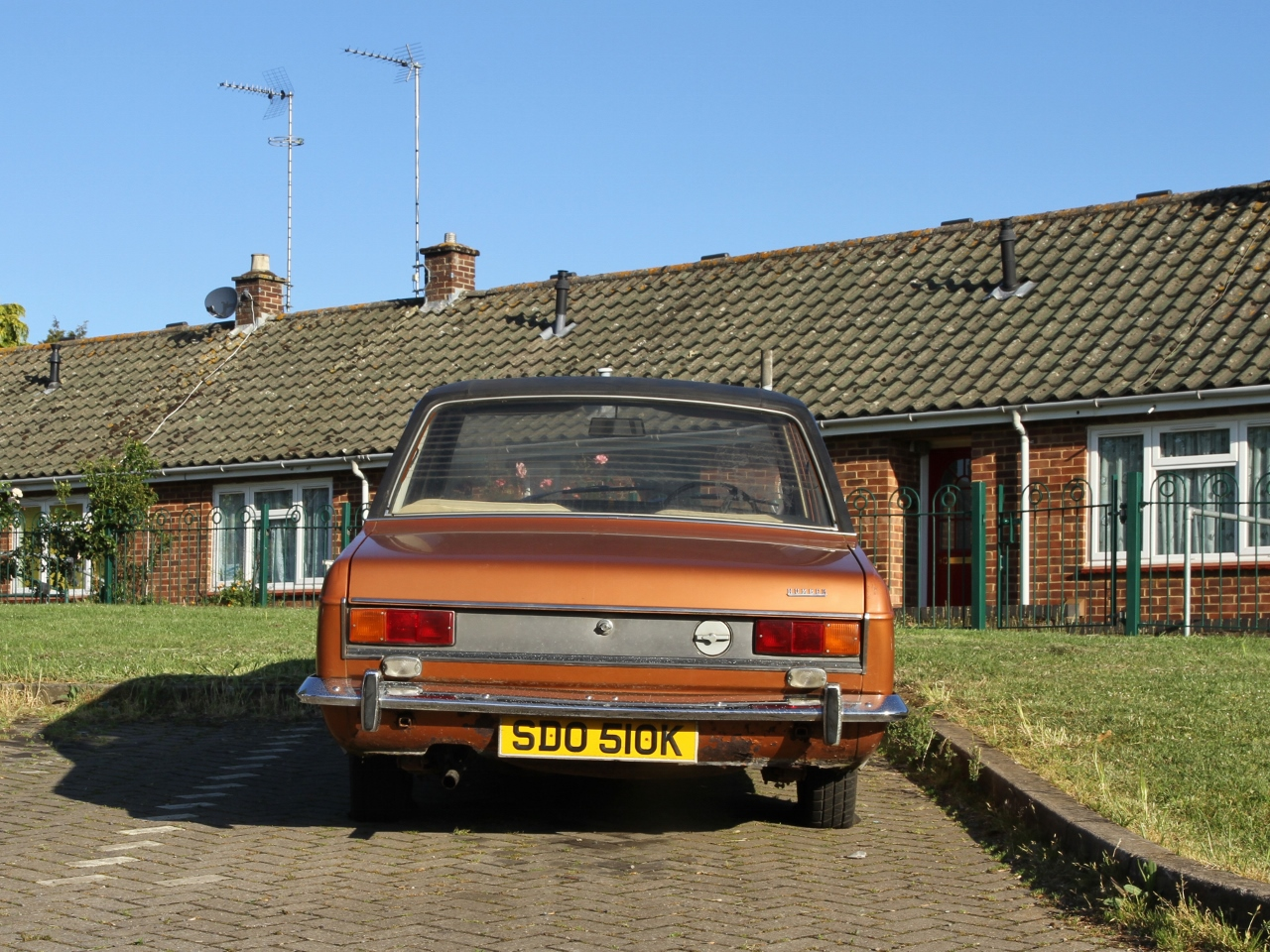
Ursprüngliche Version der Heckpartie

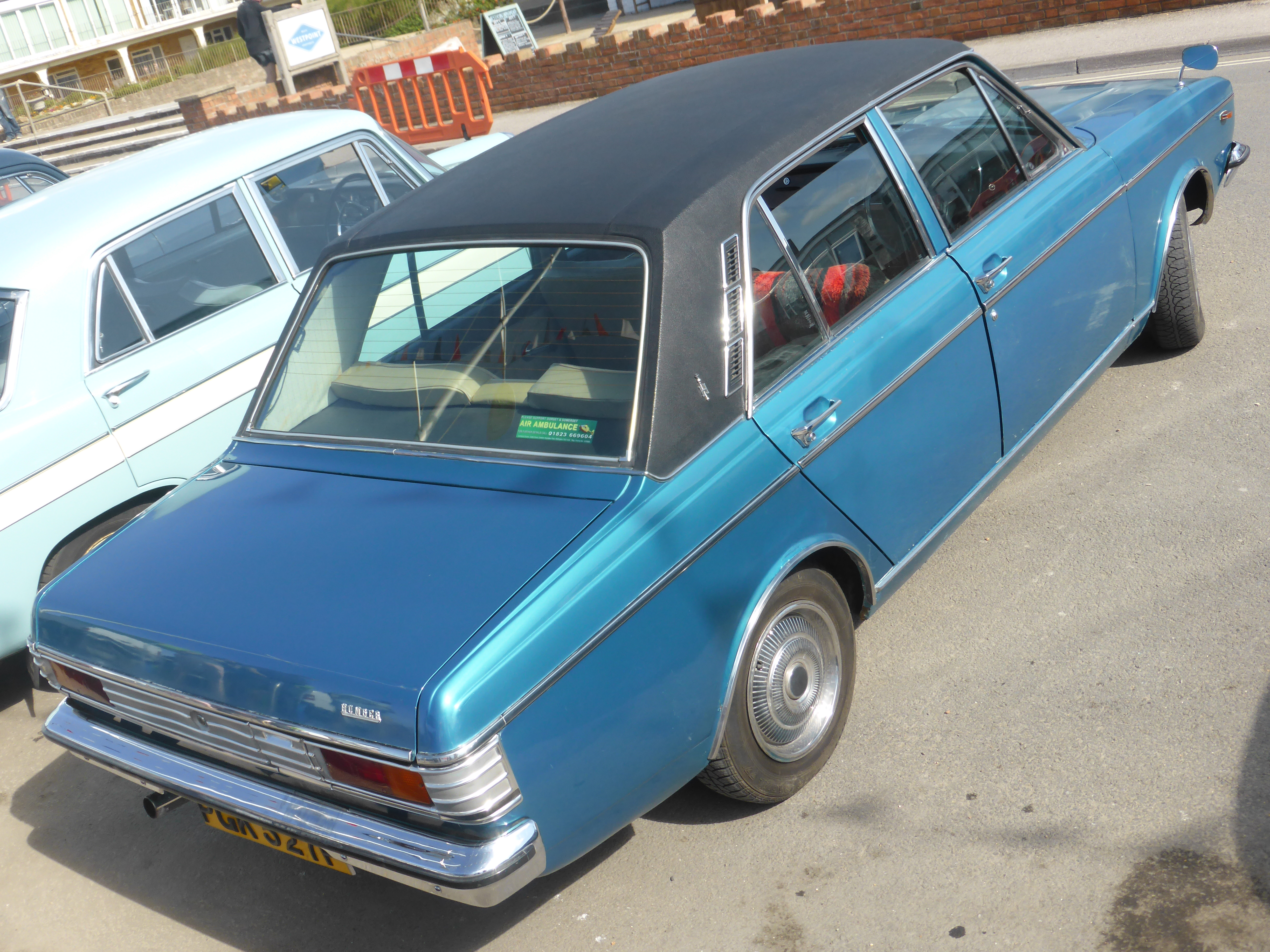
Humber Sceptre: überarbeitetes Heck des letzten Modelljahrs

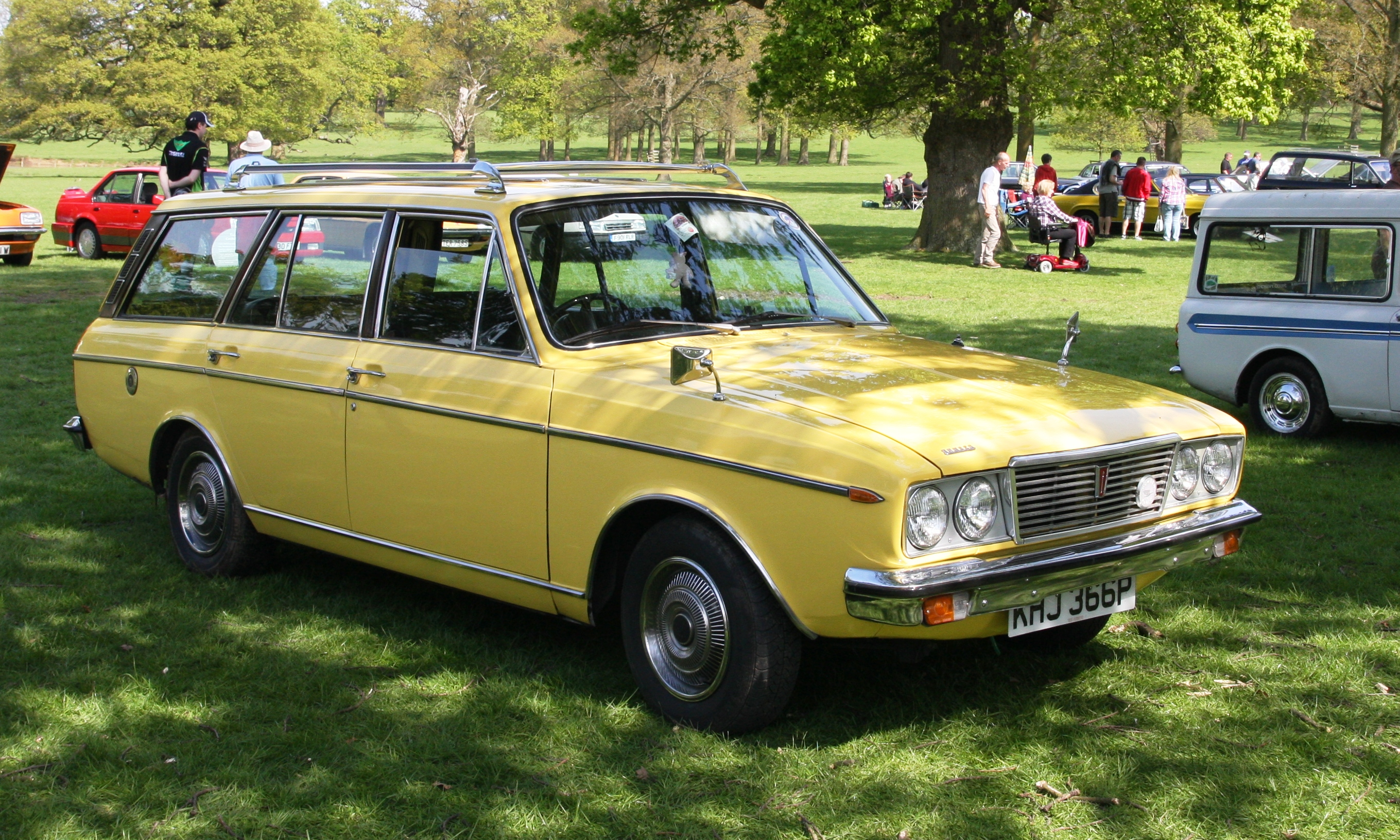
Humber Sceptre Estate

Der Humber Sceptre hat eine selbsttragende Karosserie. Von 1967 bis 1974 war er nur als viertürige Limousine erhältlich, von Oktober 1974 bis zum Produktionsende 1976 außerdem als viertüriger Kombi. Die Form der Limousine entstand in Rootes’ eigenem Designstudio unter der Leitung von Rex Fleming, während den Kombi Roy Axe entworfen hatte. Das grundlegende Design der Limousine stimmt mit dem der anderen Arrow-Varianten überein. Die Form der Karosseriebleche änderte sich während der gesamten Produktionszeit beim Sceptre ebenso wenig wie bei den Schwestermodellen. Während der Hillman Hunter im Laufe der Jahre eine ganze Reihe unterschiedlicher Frontpartien erhielt, gab es beim Sceptre im Laufe seines neunjährigen Produktionsprozesses auch insoweit keine Veränderungen.
Die Stufenhecklimousine hat einen trapezförmigen Dachaufbau mit einer breiten C-Säule. Die Sceptre Limousinen wurden – anders als die Parallelmodelle der Schwestermarken – serienmäßig mit einem schwarzen Vinyldach ausgeliefert. Alle Sceptre haben runde Doppelscheinwerfer, die rechteckig eingefasst sind. Sie waren zunächst ein Alleinstellungsmerkmal des Humber, fanden sich ab 1972 fanden aber auch bei dem Hillman Hunter GLS, einer sportlich aufgemachten Version des Schwestermodells. Auch die trapezförmige Kühlermaske des Sceptre war anfänglich ein eigenständiges Designmerkmal, das im Laufe der Jahre auf den Hunter übertragen wurde.
Die Heckpartie des Sceptre entspricht vollständig der der Schwestermodelle. Alle haben die gleichen waagerecht angeordneten Einheiten aus Blinkern und Rückleuchten. Das hintere Kfz-Kennzeichen ist wie bei allen Arrow-Varianten unter der Stoßstange angeordnet. In den letzten zwei Jahren erhielt der Sceptre ebenso wie der Hillman Hunter eine silberfarbene Blende am Heck, die sich über die gesamte Wagenbreite erstreckt und in die Kotflügel seitlich hineinreicht. Sie ist profiliert und stilisiert die seinerzeit von Mercedes-Benz etablierten geriffelten Heckleuchten. In diese Blende sind die unveränderten Rückleuchten eingelassen.
1974 erhielt der Sceptre breitere Stoßstangen, in die die vorderen Blinker integriert sind.

### Antriebstechnik
Die Antriebstechnik des Humber Sceptre entspricht der der Schwestermodelle. Der Motor ist vorn längs um 10° geneigt eingebaut; er treibt die Hinterräder an. Im Sceptre war während der gesamten Bauzeit ausschließlich ein 1725 cm³ großer Reihenvierzylindermotor von Hillman mit einem Leichtmetallzylinderkopf und fünf Kurbelwellenlagern erhältlich. Die Grundkonstruktion des Motors mit seitlicher Nockenwelle und hängenden Ventilen geht auf das Jahr 1953 zurück. Die im Sceptre verwendete 1,7-Liter-Version war 1965 noch im Vorgängermodell eingeführt worden. Anfänglich wurde die Leistung mit 88 bhp (66 kW; 90 PS) angegeben; ein deutschsprachiges Verkaufsprospekt von 1970 nennt demgegenüber 94 PS (entsprechend 69 kW; 93 bhp). Im Laufe der 1970er-Jahre reduzierte der Konzern die Leistung auf 79 bhp (60 kW; 82 PS). Die stärkeren, bis zu 105 bhp leistenden Sport-Versionen dieses Motors gab es bei Humber nicht; sie waren der Marke Sunbeam vorbehalten. Die Kraft überträgt serienmäßig ein handgeschaltetes Vierganggetriebe mit einem Overdrive, das im dritten und vierten Gang benutzt werden kann und die Übersetzung um knapp 25 % erhöht. Auf Wunsch konnte gegen Aufpreis eine Dreigangautomatik von BorgWarner bestellt werden. Bei der Kraftübertragung gab es während des gesamten Produktionszeitraums keine Änderungen.

### Fahrwerk
Das Fahrwerk  des Sceptre entspricht dem der Schwestermodelle. Es ist konventionell: Die Vorderräder werden mit einer MacPherson-Aufhängung geführt, hinten hat der Wagen eine Starrachse an Blattfedern. Vorn sind Scheibenbremsen installiert, hinten Trommelbremsen. Die Bremsanlage ist servounterstützt.

### Innenraum
Der Innenraum des Sceptre ist höherwertig ausgestattet als der der Schwestermodelle. Der Instrumententräger und die inneren Türkanten sind mit Holzfurnier verkleidet. Anstelle der hinteren Sitzbank befinden sich hinten zwei ausgeformte Einzelsitze – der deutschsprachige Verkaufsprospekt spricht insoweit von „kübelförmigen Einzelsitzen“ – und eine ausklappbare Mittelarmlehne. Alle Sitze sind mit Kunstleder bezogen; ein Bezug aus echtem Leder war nicht erhältlich.

## Sunbeam Sceptre

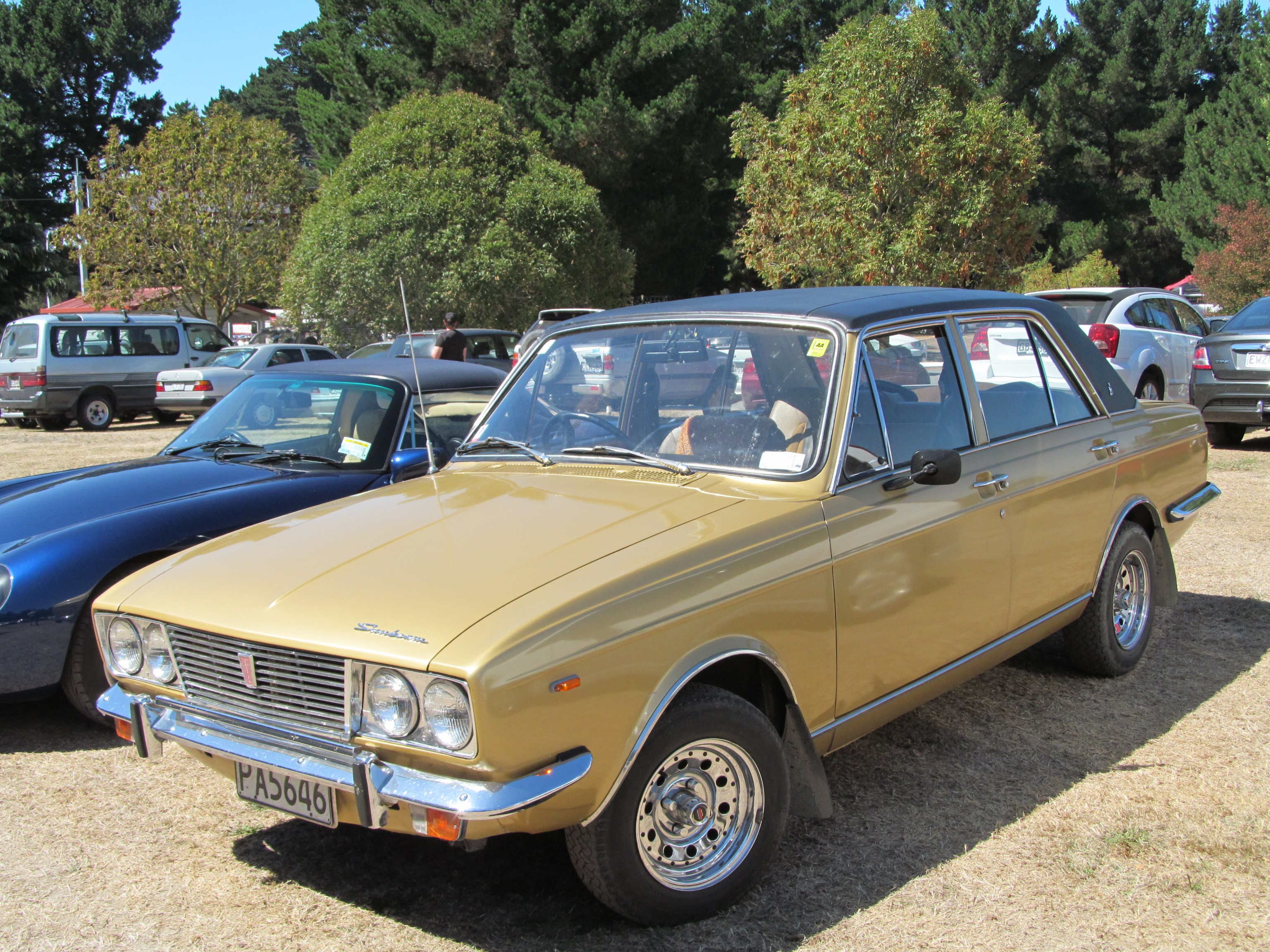
Sunbeam Sceptre

Während die Arrow-Limousine mit Ausnahme eines kurzen Zeitraums im Jahr 1970 in Großbritannien nicht als Sunbeam erhältlich war, verkaufte Rootes einige Varianten des Viertürers auf internationalen Märkten wiederholt unter dieser Marke. Grund dafür war die Einschätzung, dass der Name Sunbeam – nicht zuletzt wegen des guten Rufs des Sportwagens Sunbeam Alpine – weltweit bekannter sei als die rein britischen Marken Hillman oder Singer. In erster Linie betraf das den nordamerikanischen Markt, auf dem eine Hillman-Variante als Sunbeam Arrow verkauft wurde.
Für einige kontinentaleuropäische Märkte wandte Rootes dieses Konzept auch beim Humber Sceptre an. Das gilt auch für den deutschsprachigen Raum. Der Sunbeam Sceptre ist vollständig baugleich mit dem britischen Humber Sceptre. Selbst das Kühlergitter und die Embleme außen und im Innenraum sind Humber-Ausführungen. Ein deutschsprachiges Verkaufsprospekt bezeichnet sie ohne nähere Zuordnung als „vornehme Abzeichen“. Lediglich der Schriftzug der Marke auf der Motorhaube und dem Kofferraumdeckel wurden ausgetauscht.

## Produktion
Die Rohkarosserien des Sceptre wurden wie die aller Arrow-Modelle bis 1968 bei dem Karosseriehersteller Pressed Steel Company in Cowley, Oxfordshire, gebaut und im Rootes-Werk in Ryton-on-Dunsmore bei Coventry komplettiert. 1968 übernahm Rootes Pressings im schottischen Linwood die Fertigung der Rohkarosserien. Für eine Übergangszeit blieb die Endmontage noch in Ryton-on-Dunsmore, sodass die Rohkarosserien mit Güterzügen durchs Land transportiert werden mussten. 1970 schließlich ging auch die Endfertigung aller Arrow-Modelle und damit auch die des Sceptre nach Schottland. Es gibt Hinweise darauf, dass einige Sceptre auch bei Chrysler Ireland in Dublin gebaut wurden.
Von 1967 bis 1976 entstanden insgesamt 43.951 Limousinen und Kombis vom Typ Humber Sceptre. Darin enthalten sind auch die als Sunbeam verkauften Autos. Der preiswertere Hillman Hunter wurde von 1966 bis 1979 mehr als zehnmal so oft gebaut.

## Rezeption
Der britische Automobiljournalist Giles Chapman zählt den Humber Sceptre rückblickend zu den „schlechtesten Autos, die jemals verkauft wurden“: Rootes habe mit dem „ultra-respektablen“ Ruf der Marke Humber einen schnellen Gewinn einstreichen wollen und einen „guten Job dabei gemacht, einen traditionsreichen Namen in Wertlosigkeit zu verwandeln“.